# Wilhelm Schiegl
Wilhelm Schiegl (9. května 1866 Vídeň – 23. května 1936 Vídeň) byl rakouský sociálně demokratický politik, na počátku 20. století poslanec Říšské rady, v meziválečném období poslanec rakouské Národní rady.

## Biografie
Vychodil národní a měšťanskou školu. Působil jako knihtiskař. Od roku 1887 zasedal v předsednictvu nemocniční pokladny knihtiskařů. Byl úředníkem Svazu jednot knihtiskařů a písmolijců Rakouska. Angažoval se v Sociálně demokratické straně Rakouska. V roce 1891 patřil mezi vůdce stávky tiskařů. Roku 1892 spoluzakládal dělnický spolek Gerechtigkeit v 7. vídeňském okresu. Z politických důvodů (kvůli projevu na veřejné schůzi) byl roku 1900 soudně potrestán několika dny vězení. Byl poslancem Dolnorakouského zemského sněmu.
Na počátku 20. století se zapojil i do celostátní politiky. Ve volbách do Říšské rady roku 1911 získal mandát v Říšské radě (celostátní zákonodárný sbor) za obvod Dolní Rakousy 23 (čtvrť Hietzing). Usedl do poslanecké frakce Klub německých sociálních demokratů. Ve vídeňském parlamentu setrval až do zániku monarchie.Profesně byl k roku 1911 uváděn jako knihtiskař. V Říšské radě se zaměřoval na finanční a rozpočtové otázky.
V roce 1916 byl delegátem 2. sjezdu německo-rakouské sociální demokracie.
Po válce zasedal v letech 1918–1919 jako poslanec Provizorního národního shromáždění Německého Rakouska (Provisorische Nationalversammlung), kde se vyslovoval pro ukončení výjimky z daňové povinnosti pro císaře a jeho rodinu. Následně od 4. března 1919 do 9. listopadu 1920 byl poslancem Ústavodárného národního shromáždění Rakouska a od 10. listopadu 1920 do 1. října 1930 poslancem rakouské Národní rady. Patřil mezi hlavní zástupce sociální demokracie ve finančním výboru parlamentu. V Rennerových vládách počátkem 20. let byl zpravodajem u finančních zákonů.